# 真綿蟹
真綿蟹（学名：Dromia dormia）为綿蟹科綿蟹屬下的一个种。